# Lukas Hefel
Lukas Hefel (* 14. September 1994) ist ein österreichischer Fußballtorwart.

## Karriere
Hefel begann seine Karriere beim FC Schwarzach. 2008 kam er in die AKA Vorarlberg, in der er bis 2012 spielte. Im April 2011 stand er gegen den First Vienna FC erstmals im Kader des Zweitligisten FC Lustenau 07, für den er jedoch zu keinem Einsatz kam.
Zur Saison 2012/13 wechselte Hefel zum SC Austria Lustenau. Im Oktober 2012 debütierte er in der zweiten Liga, als er am 14. Spieltag jener Saison gegen den SV Grödig in der Startelf stand. In jenem Spiel hielt er zunächst einen Elfmeter von Mersudin Jukić, ehe er selbst in der 77. Minute einen Elfmeter verschuldete und mit einer Roten Karte vom Platz gestellt wurde. Den darauffolgenden Strafstoß von Taianan hielt Feldspieler Christoph Stückler. Die Vorarlberger verloren das Spiel durch ein Gegentor in der 83. Minute dennoch mit 1:0. In seinen zweieinhalb Saisonen bei Austria Lustenau absolvierte Hefel sechs Zweitligaspiele.
In der Winterpause der Saison 2014/15 wechselte er in die Schweiz zur U-21-Mannschaft des FC St. Gallen. Sein erstes und einziges Spiel für den Verein in der Promotion League absolvierte er im April 2015 gegen den SC YF Juventus Zürich. In jenem Spiel erhielt Hefel sechs Gegentore.
Zur Saison 2015/16 kehrte er nach Österreich zurück und wechselte zum fünftklassigen FC Schwarzach, bei dem er seine Karriere begonnen hatte. Mit Schwarzach stieg er 2017 in die Vorarlbergliga auf. Im Sommer 2017 wechselte Hefel zum Regionalligisten FC Dornbirn 1913.
Nach dem Aufstieg von Dornbirn in die 2. Liga wechselte er zur Saison 2019/20 zum viertklassigen FC Bizau.